# Jeugdzorginternaat
Een jeugdzorginternaat is in Nederland een instelling (internaat) waar jongeren wonen die niet meer thuis kunnen wonen.
Het betreft vaak jongeren die onder toezicht staan van Bureau Jeugdzorg en uit het ouderlijk huis zijn geplaatst. Dit kan verschillende oorzaken hebben, zoals het feit dat zij te veel criminele contacten hebben. Een ander voorbeeld is een situatie waarbij ouders met kinderen die ADHD of een vorm van autisme hebben, de druk van hun kind niet meer aan kunnen en zelf in persoonlijke en financiële moeilijkheden zitten.
Als een ouder het kind niet uit huis wil plaatsen kan Bureau Jeugdzorg ervoor zorgen dat dit wel gebeurt. Daartoe vraagt Bureau Jeugdzorg of de Raad voor de Kinderbescherming de kinderrechter om een machtiging tot uithuisplaatsing uit te spreken. Deze machtiging geeft Bureau Jeugdzorg de mogelijkheid om het kind uit huis te plaatsen wanneer het bureau vindt dat de ouders de situatie niet meer aan kunnen. In een dergelijke situatie wordt er naar een geschiktere plek gezocht. In sommige gevallen komt een kind in aanmerking voor een pleeggezin, maar in veel gevallen leidt de OTS toch tot plaatsing in een jeugdzorginternaat.
De mogelijkheid bestaat ook een kind vrijwillig uit huis plaatsen. In dat geval kan het kind elk moment weg van het internaat en zijn er geen juridische verplichtingen aan verbonden.